# Bazéd
Bazéd (románul Bozed) falu Romániában Maros megyében. Közigazgatásilag Mezőcsávás községhez tartozik.

## Fekvése
Kis falu a Mezőség szélén, Marosvásárhelytől 16 km-re északnyugatra, Szabédtól 3 km-re északkeletre.

## Története
1481-ben Bozed néven említik. Egykor reformátusok és unitáriusok lakták, de a 18. század végére elfogytak, illetve a szomszédos Szabédra költöztek. Református és unitárius templomai elpusztultak. 1910-ben 468 lakosából 449 román és 19 magyar volt. A trianoni békeszerződésig Maros-Torda vármegye Marosi felső járásához tartozott. 1992-ben 261 román lakosa volt.

## Látnivalók
- Ortodox fatemploma van.
- Északi részén a Bala nevű helyen sóskút található.